# 寺坪普照寺大殿
寺坪普照寺大殿是一座元代古建筑，位于山西省晋中市左权县拐儿镇寺坪村敬老院。该寺创建于五代后晋，明、清多次重修。现仅存大殿一座，面阔七间，规模较大，建筑面积 376平方米。古建筑采用元代建筑手法，保存完好。屋面采用黄、绿雕花琉璃装饰。
2013年3月5日，寺坪普照寺大殿公布为第七批全国重点文物保护单位 。